# Владикавказская железная дорога

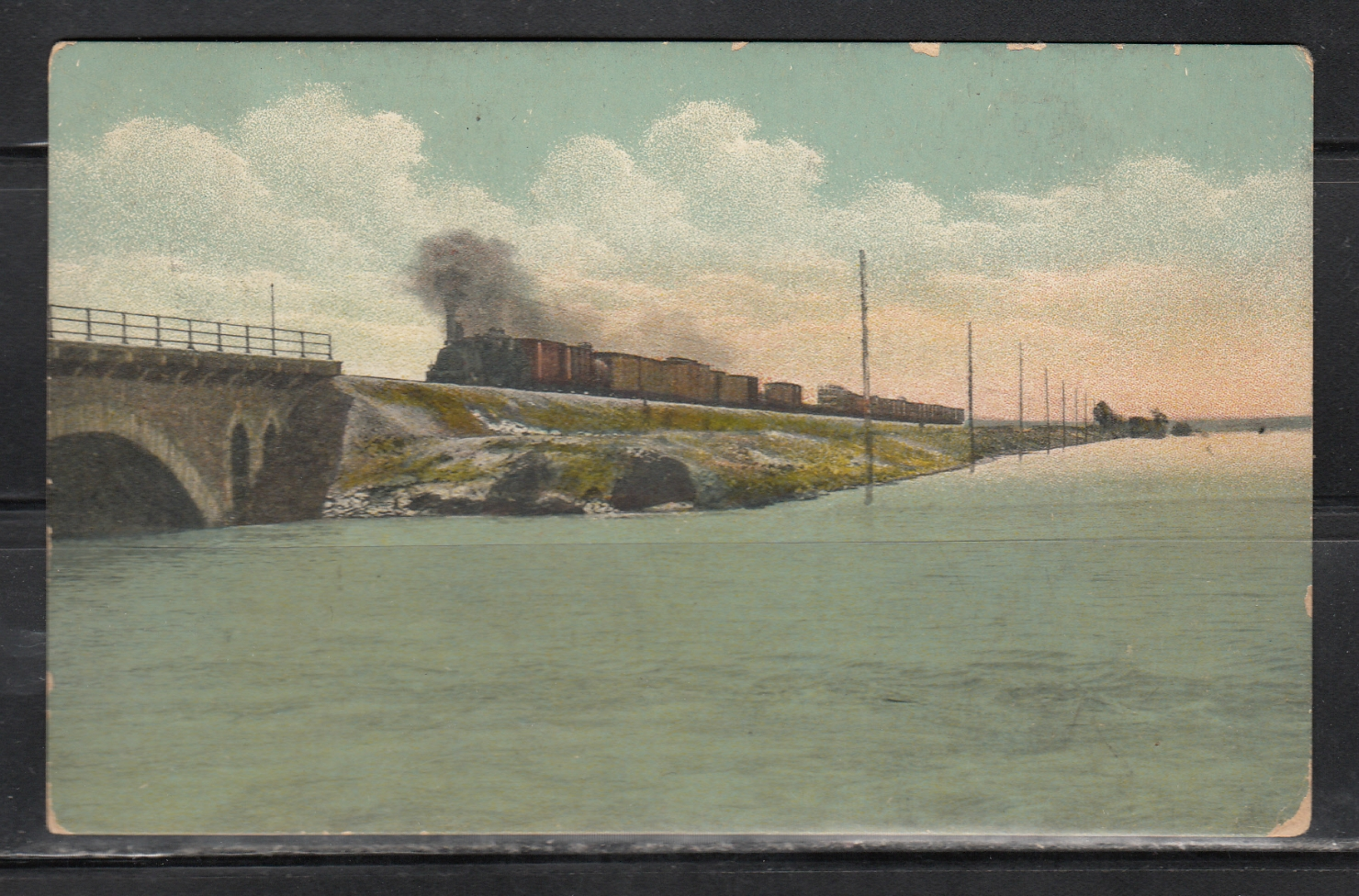
Поезд на подъезде к Ростову-на-Дону во время разлива реки Дон.

Владикавка́зская желе́зная доро́га — частная железная дорога в Российской империи. В период с 1875 по 1885 годы называлась «Общество Ростово-Владикавказской железной дороги», с 1885 по 1918 годы «Общество Владикавказской железной дороги».
Дорога проходила по территории Кубанской, Терской, Дагестанской области, Области войска Донского, Черноморской, Ставропольской, Астраханской, Саратовской губерний.

## История
Устав акционерного общества Ростово-Владикавказской железной дороги был утверждён в 1872 году. В число акционеров входили представители крупного капитала: А. И. Путилов, А. И. Вышнеградский, А. А. Давыдов, члены царской семьи, придворная аристократия. Сохранилась информация о братьях Терашкевич, которые осуществляли руководство Екатеринодарским и Тихорецким участками Владикавказской железной дороги. Инженер-технолог Иосиф Иосифович Терашкевич был начальником Екатеринодарского депо (г. Екатеринодар), а инженер-технолог Людослав-Северин Иосифович Терашкевич — начальником Тихорецких мастерских. Правление дороги находилось в Петербурге, Управление дороги находилось в Ростове-на-Дону. Дорога являлась одной из наиболее доходных в России. Финансирование строительства осуществлялось на кредиты Волжско-Камского банка.
Однопутная железная дорога от Ростова-на-Дону до Владикавказа протяженностью 700 км была открыта в июле 1875 года. Максимальный продольный уклон пути на железной дороге был 10 ‰, наименьший радиус кривых в поворотах — 320 м .
В 1895—1896 гг. железная дорога приобрела 80 паровозов в Соединённых Штатах Америки.
Протяжённость дороги на 1913 год составляет 2511 км, в том числе 684 км двухпутных участков. В подвижном составе дороги 795 паровозов, 19525 товарных вагонов, 827 пассажирских вагонов.
Владикавказская железная дорога одной из первых перешла на использование нефтяного топления паровозов. Этому способствовало наличие на дороге месторождений нефти, позволяющих вести её дешёвую добычу.

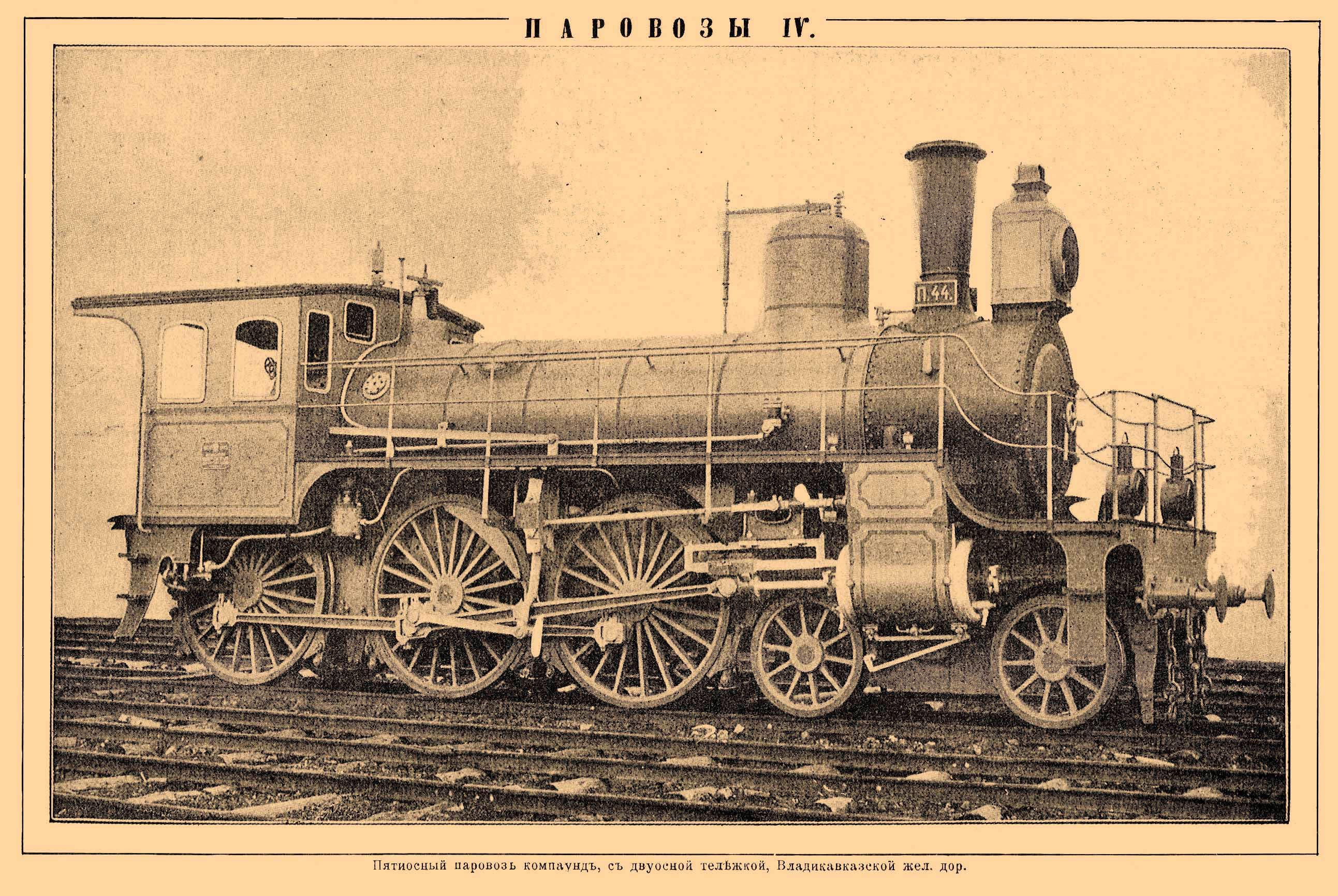
Пятиосный паровоз компаунд, с двуосной тележкой, ВлЖД

На дороге были построены несколько десятков депо и четыре крупных железнодорожных мастерских: в Ростове-на-Дону (ныне Ростовский электровозоремонтный завод), Владикавказе (ныне Владикавказский вагоноремонтный завод), Новороссийске (ныне Новороссийский вагоноремонтный завод), Тихорецкой (ныне Тихорецкий машиностроительный завод). В Новороссийске дорога строит первый в России механизированный элеватор (на 48240 тонн). Также дорога строит элеваторы на станциях: Тихорецкая, Станичная, Армавир, Нагутская, Курсавка; рыбный холодильный склад (на 177 тысяч тонн) в Дербенте, 30 нефтехранилищ, нефтепроводы в Грозном и Новороссийске. Дороге принадлежали 5 грузовых пристаней на Чёрном море (из них 2 элеваторные), нефтеналивной флот, пароход-ледокол, нефтеперегонный завод в Грозном (производительностью 1930 тонн нефти в сутки).
В 23 железнодорожных училищах принадлежащих дороге обучались 5600 учащихся.
В сентябре 1918 года Владикавказская железная дорога национализирована и передана Народному комиссариату путей сообщения. По состоянию на 2006 год основные линии дороги входят в состав Северо-Кавказской железной дороги, часть линий входит в состав Приволжской железной дороги.

## Основные линии
- Ростов — Владикавказ (1875)
- Тихорецкая — Екатеринодар (1887)
- Екатеринодар — Новороссийск (1888)
- Беслан — Петровск-Порт (1894)
- Минеральные Воды — Кисловодск (1894)
- Кавказская — Ставрополь (1897)
- Бештау — Железноводск (1897)
- Тихорецкая — Царицын (1899)
- Петровск-Порт — Дербент (1900)[4]
- Кавказская — Екатеринодар (1901)
- Батайск — Азов (1910)
- Азов — Азов-Порт (1912)
- Котляревская — Нальчик (1914)
- Незлобная — Святой Крест (1914)
- Екатеринодар — Ахтари (1914)
- Армавир — Туапсе (1915)
- Белореченская — Майкоп (1915)
- Курганная — Лабинская (1915)
- Батайск — Торговая (1915)
- Прохладная — Моздок — Гудермес (1915)
- Крымская — Кущёвка (1915)

## Подвижной состав

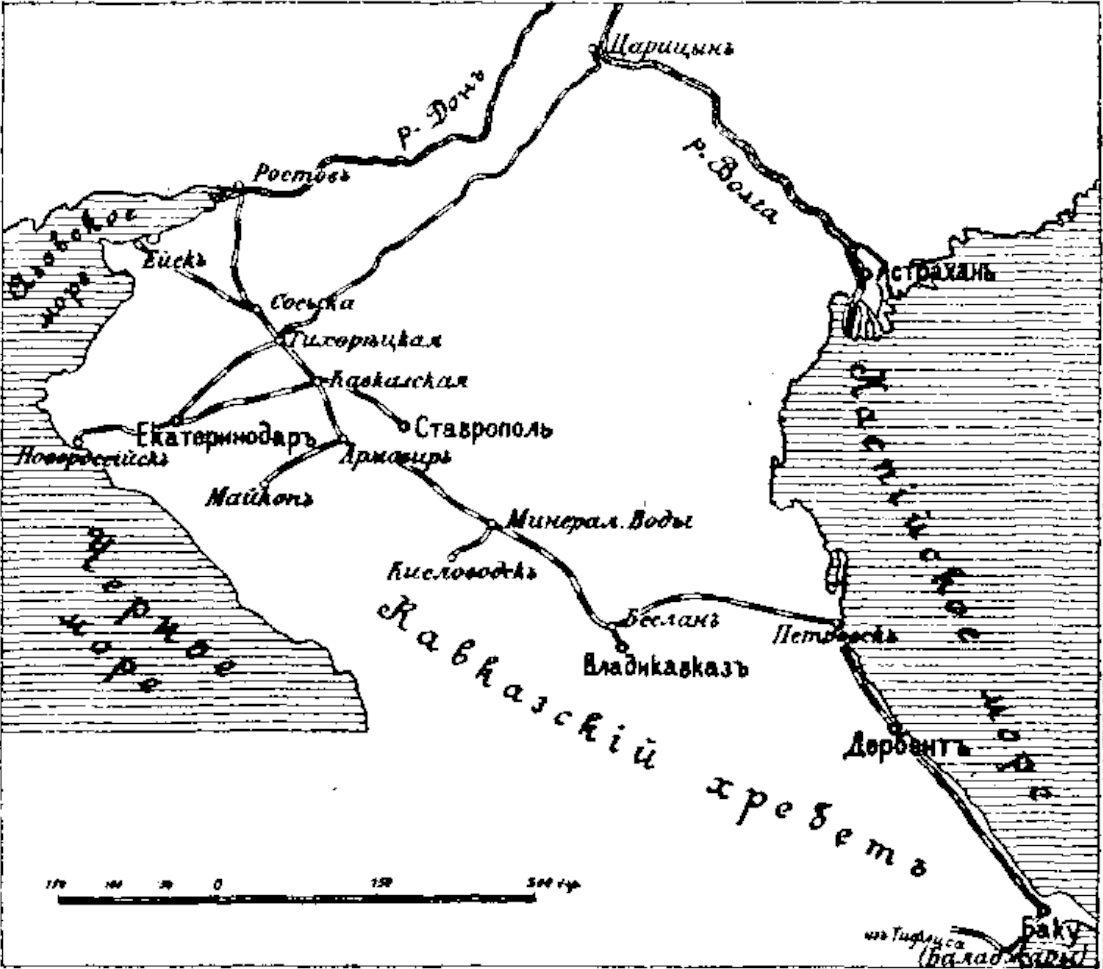
Владикавказская железная дорога 1899 год

- Паровоз Ь (тип 62);